# نتالي غاوسي
نتالي روز آر غاوسي (بالإنجليزية: Natalie Rose R Gauci)‏ هي مغنية وموسيقية ومنتجة ومعلمة موسيقى أسترالية ولدت في يوم 26 نوفمبر 1981 في مدينة ملبورن في أستراليا لأب من أصل مالطي وأم إيطالية الأصل، بدأت مشوارها الفني في سنة 2002 وشاركت في مسابقة أستراليان أيدل في سنة 2007 وفازت بمسابقة تلك النسخة.

## وصلات خارجية
- نتالي غاوسي على موقع IMDb (الإنجليزية)
- نتالي غاوسي على موقع ميوزك برينز (الإنجليزية)
- نتالي غاوسي على موقع ديسكوغز (الإنجليزية)

- الموقع الرسمي